# Hypanthidioides pontagrossensis
Hypanthidioides pontagrossensis är en biart som först beskrevs av Urban 2003.  Hypanthidioides pontagrossensis ingår i släktet Hypanthidioides och familjen buksamlarbin. Inga underarter finns listade i Catalogue of Life.